# Джон Нейш

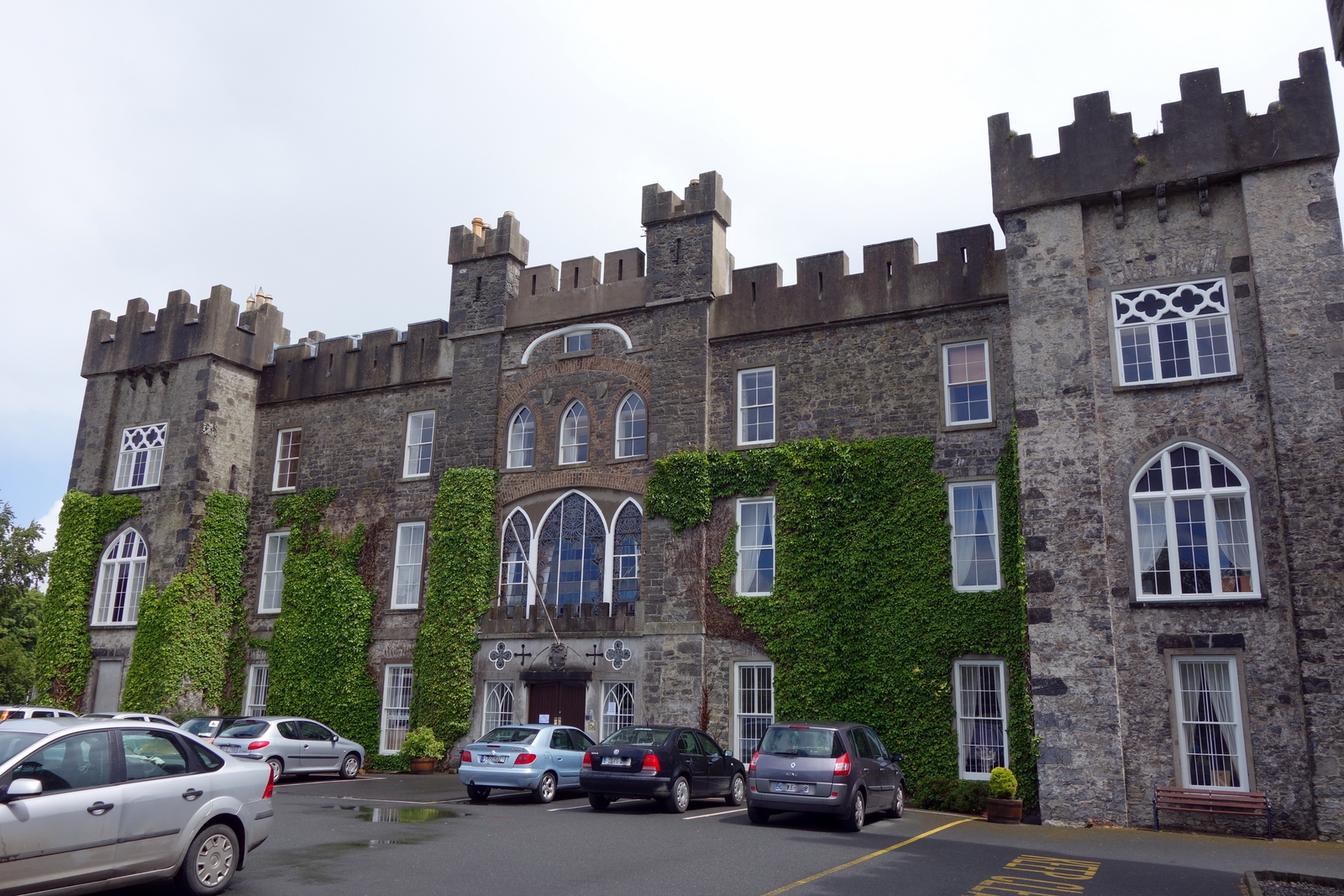
Коледж Клонгоуз Вуд.

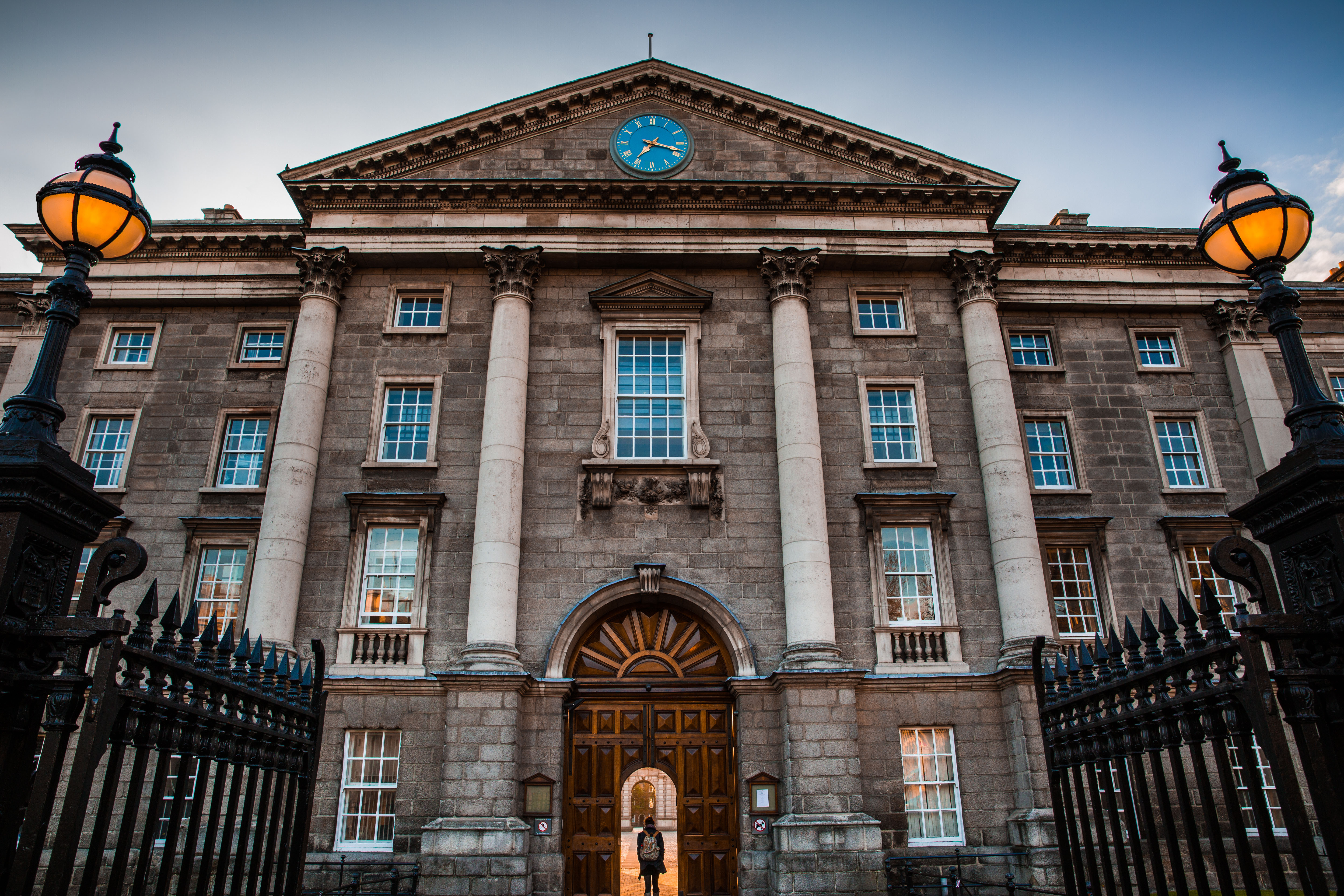
Трініті-коледж, Дублін.

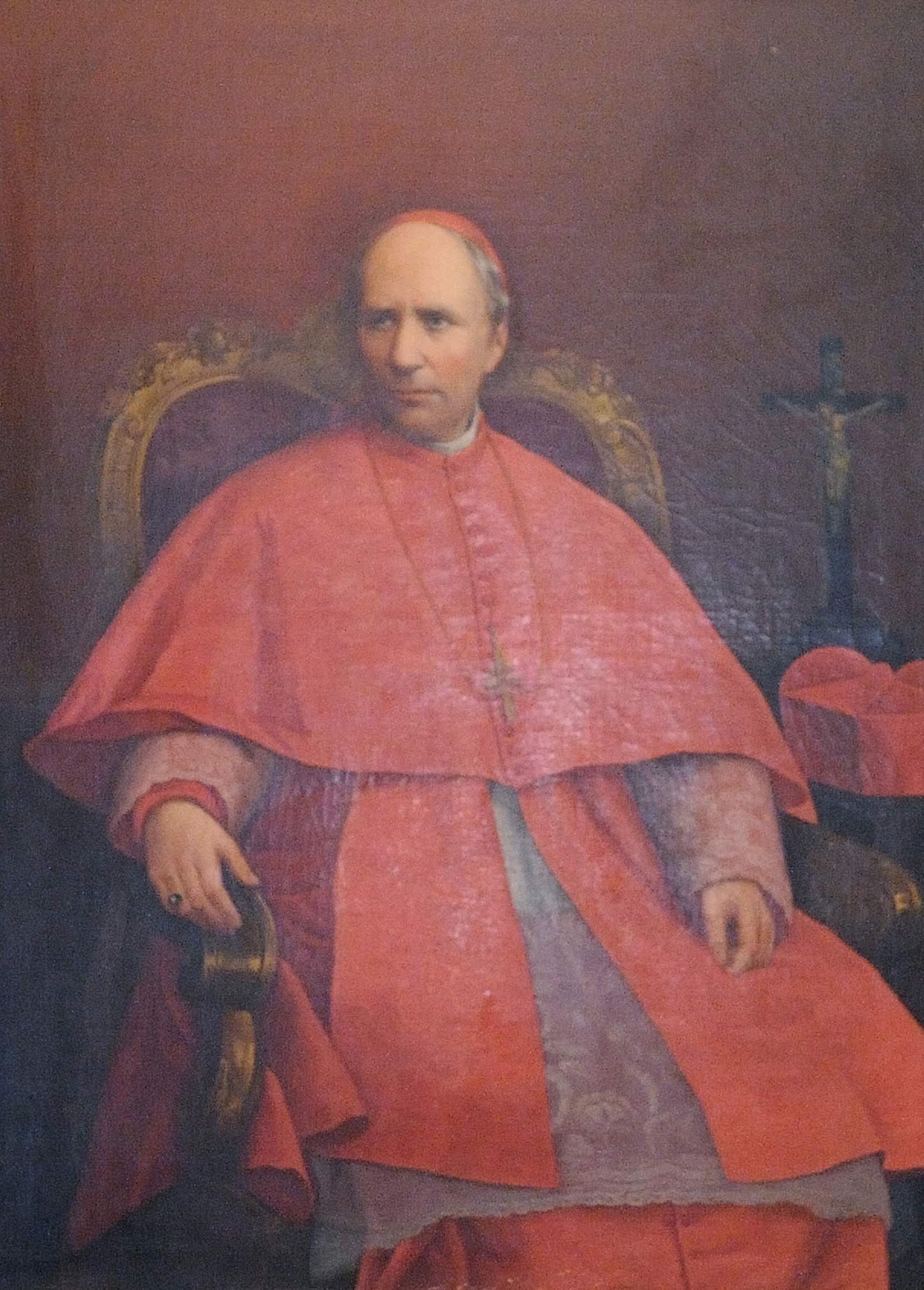
Кардинал Пол Каллен (1803 – 1878).

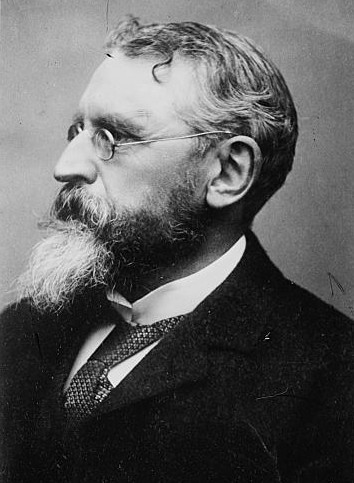
Вільям О’Браєн (1852 – 1828) – борець за свободу Ірландії.

Джон Нейш (англ. - John Naish) (15 серпня 1841 — 17 серпня 1890) — відомий ірландський юрист, суддя, адвокат, прокурор, політик, депутат парламенту Об’єднаного Королівства Великобританії та Ірландії. Обіймав низку високих посад, у тому числі лорд-канцлера Ірландії.

## Життєпис

### Походження і ранні роки
Джон Нейш ародився в Лімерику 15 серпня 1841 року. Він був сином Керролла Нейша з Баллікуллена та його другої дружини Енн Маргарет О’Керролл. Джон Нейш здобув освіту в коледжі Клонгоуз Вуд і в Трініті-коледжі Дубліна. Він був видатним студентом, отримавши численні відзнаки з математики, фізики та природознавства, а також права. Він отримав ступінь бакалавра математики в 1862 році.

### Початок кар’єри
У 1865 році Джон Нейш почав працювати адвокатом в колегії адвокатів Ірландії. Він працював в юридичній спілці «Манстер Кірк’ют». У 1880 році отримав посаду королівського радника.  Його репутація як юриста була неоднозначною: він вважався надто нервовим і надто тихим, щоб бути хорошим адвокатом, не любив метушню в суді, але наполеглива праця та академічний блиск компенсували це. Він фігурував у знаменитому позові про наклеп, поданому каноніком О’Кіффом проти кардинала Каллена (що заборонив йому служити) і написав разом з майбутнім суддею Едмундом Б’юлі впливовий підручник із процедурних актів загального права.

### На правоохоронній службі
У 1880 році Джон Нейш отримав посаду юридичного радника лорда-лейтенанта Ірландії (був заступник двох старших юрисконсультів). Служба для нього стала дуже обтяжливою і він піддавався критиці за його надмірну політичну упередженість, оскільки одним із обов’язків юридичного радника було надання порад магістратам про те, як поводитися з процесами з політичним елементом. Джону Нейшу приписують те, що він порадив, щоб магістрати у справах з Ірландською національною земельною лігою покладалися на статут XIV століття, Акт мирових суддів 1361 року, щоб ув’язнити тих, хто не може знайти поручителів за свою хорошу поведінку. Це було неправильне тлумачення статуту, який явно був спрямований лише на випадки бунту. Ці занепокоєння щодо його явно політичної поведінки можуть пояснити, чому посада юридичного радника залишилася вакантною після його підвищення на вищу посаду.

### Суддя
Він був генеральним соліситором Ірландії з січня 1883 року та генеральним прокурором Ірландії з грудня 1883 року. Він балотувався до Палати громад парламенту Об’єднаного Королівства Великобританії та Ірландії від Меллоу як кандидат від уряду в 1883 році, але в напруженій політичній атмосфері, яка послідувала за вбивствами у Фенікс-парку, він зазнав нищівної поразки від Вільяма О’Браєна. Він був призначений радником Таємної ради Ірландії в 1885 році і служив лорд-канцлером Ірландії з травня по липень 1885 року і знову з лютого по червень 1886 року. Він був лорд-суддею апеляційного суду Ірландії в 1885 - 1886 та 1886 - 1890 роках.

### Смерть
Здоров’я Джона Нейша похитнулося, коли йому ще було близько сорока: він подорожував на континент у надії вилікуватися, але помер у німецькому курортному місті Бад-Емс 17 серпня 1890 року, через два дні після свого сорок дев’ятого дня народження, і був похований там же. Його меморіал все ще можна побачити.

### Родина
Джон Нейш одружився з Мод Діз із графства Вестміт. У них було троє дітей. Джордж Керрол Нейш, голлівудський актор, був його внучатим племінником, онуком його старшого зведеного брата Керролла Нейша.

### Репутація
Делейні у своїй біографії Крістофера Паллеса називає Нейша видатним суддею, навіть у епоху, коли в ірландському судочинстві були такі видатні особи, як сам Крістофер Паллес, Джеральд ФітцҐіббон і Г’ю Холмс. З іншого боку, Елрінгтон Болл вважав його поганим вибором на посаду лорд-канцлера: на думку Болла, Нейш був хорошим академічним юристом, але невдалим адвокатом і невдахою як політик. Однак як римо-католик він був прийнятним вибором канцлера для ірландських націоналістів. Словник національної біографії вихваляє його як блискучого вченого, і, визнаючи, що він мав свої недоліки як адвокат, погоджується з Делані, що він був чудовим суддею, можливо, найвидатнішим ірландським суддею свого часу.